# Sar Tang-e Dūlāb
Sar Tang-e Dūlāb (persiska: سر تنگ دولاب, Aḩmadābād-e Sar Tang) är en ort i Iran.   Den ligger i provinsen Khuzestan, i den centrala delen av landet, 400 km söder om huvudstaden Teheran. Sar Tang-e Dūlāb ligger 536 meter över havet och antalet invånare är 112.
Terrängen runt Sar Tang-e Dūlāb är kuperad. Runt Sar Tang-e Dūlāb är det ganska glesbefolkat, med 48 invånare per kvadratkilometer. Närmaste större samhälle är Masjed Soleymān, 15,9 km sydväst om Sar Tang-e Dūlāb. Omgivningarna runt Sar Tang-e Dūlāb är i huvudsak ett öppet busklandskap.